# Stadion FK Krasnodar
Stadion FK Krasnodar – stadion piłkarski w rosyjskim mieście Krasnodar. Rozgrywa na nim mecze miejscowy klub FK Krasnodar.

## Projekt i budowa
Projektantem obiektu jest znana niemiecka firma architektoniczna Gerkan, Marg und Partner osobiście wybrana przez Siergieja Galickiego właściciela klubu FK Krasnodar.
Pierwsze prace budowlane zaczęły się w 2013. Stadion ukończony został we wrześniu 2016, a ostateczny koszt wyniósł w przybliżeniu 20 miliardów rubli. Pojemność stadionu ostatecznie wynosi 34 291 miejsc. Wokół trybun wykonany został również gigantyczny ekran panoramiczny o powierzchni 4800 metrów kwadratowych, który zastąpił tradycyjne telebimy. Dach stadionu wykonany z lekkiej membrany, a trybuny zostały wyposażone w specjalny system ogrzewania podczerwienią, aby zapewnić widzom maksymalny komfort oglądania meczów nawet podczas chłodnych dni.

## Inauguracja
Pierwszy mecz na nowym obiekcie został rozegrany 9 października 2016, a zmierzyły się w nim reprezentacje Rosji oraz Kostaryki. Pierwszy mecz w roli gospodarza FK Kransodar rozegrało 20 października 2016 w meczu 3. kolejki fazy grupowej Ligi Europy przeciwko FC Schalke 04.